# Frankie Grande
Frankie Grande, plným jménem Frank James Michael Grande Marchione (* 24. ledna 1983 New York) je americký tanečník, herec, producent, televizní a internetová osobnost. Je nevlastním bratrem zpěvačky Ariany Grande. Krom vystupování v broadwayských produkcích (Rock of Ages, 2014–2015; Mamma Mia!, 2007–2010) má populární kanál na Youtube. V roce 2014 se zúčastnil jako soutěžící šestnácté řady americké verze reality show Big Brother, o dva roky později se zúčastnil britské celebritní verze tohoto pořadu. V roce 2015 byl porotcem v televizní soutěži America's Best Dance Crew, která hledá taneční talenty.